# 169 v. Chr.
Portal Geschichte | Portal Biografien | Aktuelle Ereignisse | Jahreskalender | Tagesartikel

◄ |
3. Jahrhundert v. Chr. |
2. Jahrhundert v. Chr. |
1. Jahrhundert v. Chr. |
►

◄ | 180er v. Chr. | 170er v. Chr. | 160er v. Chr. | 150er v. Chr. |
140er v. Chr. |
►

◄◄ | ◄ | 172 v. Chr. | 171 v. Chr. | 170 v. Chr. | 169 v. Chr. |
168 v. Chr. |
167 v. Chr. |
166 v. Chr. |
► |
►►
Staatsoberhäupter

## Ereignisse
- Im Dritten Makedonisch-Römischen Krieg überschreitet unter dem Oberbefehl von Quintus Marcius Philippus das Römische Heer zwar das Olymposgebirge, ein entscheidender Durchbruch gelingt jedoch auch in diesem Jahr nicht.
- Im Sechsten Syrischen Krieg besetzt Seleukidenkönig Antiochos IV. große Teile Ägyptens. Jedoch gelingt es ihm nicht, Alexandria einzunehmen.

## Gestorben
- Quintus Ennius, lateinischer Dichter (* 239 v. Chr.)
- Eulaios, makedonischer Eunuch und Regent in Ägypten